# Nado sincronizado nos Jogos Europeus de 2015 - Equipes
A competição por equipes feminino foi um dos eventos do nado sincronizado nos Jogos Europeus de 2015, em Baku, no Azerbaijão. Foi disputada no Centro Aquático de Baku entre os dias 12 a 15 de junho.

## Calendário
Horário de verão do Azerbaijão (UTC+5).
| Data        | Horário | Fase                      |
| ----------- | ------- | ------------------------- |
| 12 de junho | 15:30   | Rotina livre qualificação |
| 14 de junho | 09:00   | Técnica                   |
| 15 de junho | 18:00   | Final                     |

## Medalhistas
|  | RUS Rússia |  | ESP Espanha |  | UKR Ucrânia |
|  | Valeriya Filenkova Mayya Gurbanberdieva Veronika Kalinina Daria Kulagina Anna Larkina Anisiya Neborako Mariia Nemchinova Maria Salmina Anastasiia Arkhipovskaia* Elizaveta Ovchinnikova* |  | Julia Echeberría Berta Ferreras Helena Jaumà María del Carmen Juárez Emilia Luboslavova Raquel Navarro Itzíar Sánchez Irene Toledano Sara Saldaña* Lidia Vigara* |  | Valeriia Aprielieva Valeriya Berezhna Veronika Gryshko Yana Nariezhna Alina Shynkarenko Kateryna Tkachova Yelyzaveta Yakhno Anna Yesipova |

## Resultados

### Preliminar
Os resultados preliminares foram os seguintes.
| Pos. | Equipe | Livre   | Técnica | Total    | Notas |
| ---- | --- | ------- | ------- | -------- | ----- |
| 1    | Rússia (RUS) Valeriya Filenkova Mayya Gurbanberdieva Veronika Kalinina Daria Kulagina Anna Larkina Anisiya Neborako Mariia Nemchinova Maria Salmina Anastasiia Arkhipovskaia (Reserva) Elizaveta Ovchinnikova (Reserva)          | 89.9333 | 78.3659 | 168.2992 | Q     |
| 2    | Espanha (ESP) Julia Echeberría Berta Ferreras Helena Jaumà María del Carmen Juárez Emilia Luboslavova Raquel Navarro Itzíar Sánchez Irene Toledano Sara Saldaña (Reserva) Lidia Vigara (Reserva)                                 | 86.1333 | 74.5739 | 160.7072 | Q     |
| 3    | Ucrânia (UKR) Valeriia Aprielieva Valeriya Berezhna Veronika Gryshko Yana Nariezhna Alina Shynkarenko Kateryna Tkachova Yelyzaveta Yakhno Anna Yesipova                                                                          | 87.3000 | 71.1193 | 158.4193 | Q     |
| 4    | Itália (ITA) Beatrice Amadei Maria Antonietta Buccheri Noemi Carrozza Veronica Gallo Laila Huric Claudia Modaelli Enrica Piccoli Ludovica Redaelli Raffaella Baldi (Reserva) Elena Sernagiotto (Reserva)                         | 84.5333 | 71.8801 | 156.4134 | Q     |
| 5    | França (FRA) Carolane Canavese Alice Carbonnel Esther Ducrocq Inesse Guermoud Solène Lusseau Estelle Philibert Abbygaëlle Slonina Laura Tremble Camille Egidio (Reserva) Charlotte Tremble (Reserva)                             | 81.8333 | 71.8920 | 153.7253 | Q     |
| 6    | Bielorrússia (BLR) Aliaksandra Bichun Hanna Kulpo Anastasiya Navasiolava Hanna Shulhina Volha Taleiko Dominika Tsyplakova Valeryia Valasach Elmira Wardak Maria Egorova (Reserva) Nastassia Shkuleva (Reserva)                   | 80.1667 | 72.2341 | 152.4008 | Q     |
| 7    | Grécia (GRE) Maria Eleni Armaou Ifigeneia Dipla Valentina Farantouri Giana Gkeorgkieva Sofia Malkogeorgou Anastasia Taxopoulou Anna Maria Taxopoulou Athanasia Tsola Vasiliki Kofidi (Reserva) Maria Papadokonstantaki (Reserva) | 82.2000 | 69.9074 | 152.1074 | Q     |
| 8    | Suíça (SUI) Maxence Bellina Christine Fluri Melisande Jaccard Vivienne Koch Joelle Peschl Maria Piffaretti Pauline Rosselet Sarina Weibel Anaïs Bernard (Reserva) Lara Soto Couceiro (Reserva)                                   | 78.5000 | 70.5972 | 149.0972 | Q     |
| 9    | Países Baixos (NED) Bregje de Brouwer Noortje de Brouwer Shelby Kasse Mirthe Kuperus Eva Meulblok Lotte Tromp Jori van den Hoogen Adriani Vasilakis Diede Bronkhorst (Reserva) Laura van Meel (Reserva)                          | 76.0000 | 68.5534 | 144.5534 | Q     |
| 10   | Grã-Bretanha (GBR) Phoebe Bradley-Smith Jorja Brown Jodie Cowie Emma Critchley Esme Lower Genevieve Randall Hannah Randall Rebecca Richardson Danielle Cooper ((Reserva) Lara Hockin (Reserva)                                   | 75.1000 | 68.1716 | 143.2716 | Q     |
| 11   | Turquia (TUR) Defne Bakırcı Öykü Evliya Mısra Gündeş Dilay Horasan Rezzan Eda Tuncay Ebru Mina Turhan Selin Ünser Hande Yıldız Nurberat Gökmen (Reserva) Öykü Halis (Reserva)                                                    | 74.8333 | 67.3818 | 142.2151 | Q     |
| 12   | Eslováquia (SVK) Simona Barutová Nada Daabousová Petra Ďurišová Miroslava Kratinová Sophia Lobpreisová Diana Miškechová Natália Pivarčiová Rebecca Schererová Júlia Bachárová (Reserva) Alexandra Ratajová (Reserva)             | 72.8000 | 65.9097 | 138.7097 | Q     |
| 13   | Hungria (HUN) Dorina Dimanopulosz Adél Fodor Viktória Harcsa Lili Kertai Fanni Kézdi Sarolta Lukovszky Alexandra Riemer Veronka Szabó                                                                                            | 72.0667 | 63.0120 | 135.0787 |       |
| 14   | Áustria (AUT) Anna-Maria Alexandri Eirini-Marina Alexandri Vasiliki-Pagona Alexandri Raffaela Breit Verena Breit Luna Pajer Edit Pinter Vanessa Sahinovic Vanessa Gamauf (Reserva)                                               | DNS     | 49.5682 | 49.5682  |       |

### Final
O resultado final foi o seguinte.
| Pos.              | Equipe | Livre   | Técnica | Total    |
| ----------------- | --- | ------- | ------- | -------- |
| Medalha de ouro   | Rússia (RUS) Valeriya Filenkova Mayya Gurbanberdieva Veronika Kalinina Daria Kulagina Anna Larkina Anisiya Neborako Mariia Nemchinova Maria Salmina Anastasiia Arkhipovskaia (Reserva) Elizaveta Ovchinnikova (Reserva)          | 90.7333 | 78.3659 | 169.0992 |
| Medalha de prata  | Espanha (ESP) Julia Echeberría Berta Ferreras Helena Jaumà María del Carmen Juárez Emilia Luboslavova Raquel Navarro Itzíar Sánchez Irene Toledano Sara Saldaña (Reserva) Lidia Vigara (Reserva)                                 | 87.4667 | 74.5739 | 162.0406 |
| Medalha de bronze | Ucrânia (UKR) Valeriia Aprielieva Valeriya Berezhna Veronika Gryshko Yana Nariezhna Alina Shynkarenko Kateryna Tkachova Yelyzaveta Yakhno Anna Yesipova                                                                          | 87.9667 | 71.1193 | 159.0860 |
| 4                 | Itália (ITA) Beatrice Amadei Maria Antonietta Buccheri Noemi Carrozza Veronica Gallo Laila Huric Claudia Modaelli Enrica Piccoli Ludovica Redaelli Raffaella Baldi (Reserva) Elena Sernagiotto (Reserva)                         | 83.6333 | 71.8801 | 155.5134 |
| 5                 | França (FRA) Carolane Canavese Esther Ducrocq Inesse Guermoud Solène Lusseau Estelle Philibert Abbygaëlle Slonina Charlotte Tremble Laura Tremble Alice Carbonnel (Reserva) Camille Egidio (Reserva)                             | 83.5333 | 71.9545 | 155.4878 |
| 6                 | Bielorrússia (BLR) Aliaksandra Bichun Hanna Kulpo Anastasiya Navasiolava Hanna Shulhina Volha Taleiko Dominika Tsyplakova Valeryia Valasach Elmira Wardak Maria Egorova (Reserva) Nastassia Shkuleva (Reserva)                   | 81.4000 | 72.2341 | 153.6341 |
| 7                 | Grécia (GRE) Maria Eleni Armaou Ifigeneia Dipla Valentina Farantouri Giana Gkeorgkieva Sofia Malkogeorgou Anastasia Taxopoulou Anna Maria Taxopoulou Athanasia Tsola Vasiliki Kofidi (Reserva) Maria Papadokonstantaki (Reserva) | 81.2667 | 69.9074 | 151.1741 |
| 8                 | Suíça (SUI) Maxence Bellina Christine Fluri Melisande Jaccard Vivienne Koch Joelle Peschl Maria Piffaretti Pauline Rosselet Sarina Weibel Anaïs Bernard (Reserva) Lara Soto Couceiro (Reserva)                                   | 79.4667 | 70.5972 | 150.0639 |
| 9                 | Grã-Bretanha (GBR) Phoebe Bradley-Smith Jorja Brown Jodie Cowie Emma Critchley Esme Lower Genevieve Randall Hannah Randall Rebecca Richardson Danielle Cooper (Reserva) Lara Hockin (Reserva)                                    | 76.4333 | 68.1716 | 144.6049 |
| 10                | Países Baixos (NED) Bregje de Brouwer Noortje de Brouwer Shelby Kasse Mirthe Kuperus Eva Meulblok Lotte Tromp Jori van den Hoogen Adriani Vasilakis Diede Bronkhorst (Reserva) Laura van Meel (Reserva)                          | 75.7000 | 68.5534 | 144.2534 |
| 11                | Turquia (TUR) Defne Bakırcı Öykü Evliya Mısra Gündeş Dilay Horasan Rezzan Eda Tuncay Ebru Mina Turhan Selin Ünser Hande Yıldız Nurberat Gökmen (Reserva) Öykü Halis (Reserva)                                                    | 74.9667 | 67.3818 | 142.3485 |
| 12                | Eslováquia (SVK) Simona Barutová Nada Daabousová Petra Ďurišová Miroslava Kratinová Sophia Lobpreisová Diana Miškechová Natália Pivarčiová Rebecca Schererová Júlia Bachárová (Reserva) Alexandra Ratajová (Reserva)             | 73.9333 | 65.9097 | 139.8430 |